# Institución Deportiva Colegio Nacional de Iquitos
Pour les articles homonymes, voir CNI.
Maillots
L'Institución Deportiva Colegio Nacional de Iquitos SA - couramment abrégé en CNI - est un club péruvien de football basé à Iquitos, dans le nord-est du Pérou. 

## Histoire
Fondé le 20 mai 1926 sous le nom d'Asociación Deportiva Colegio Nacional de Iquitos, appellation qu'il conservera jusqu'en 2010, le Colegio Nacional de Iquitos ou CNI se maintient en 1re division du Pérou pendant 20 saisons d'affilée de 1973 jusqu'à sa relégation en 1992. En 1977, le club atteint la 1re place de la phase régulière du championnat, mais termine à la 4e place de la phase finale (Liguilla final), ratant de peu la qualification à la Copa Libertadores 1978.
Finaliste de la Copa Perú en 2008, le CNI revient en D1 dès l'année suivante et y évolue jusqu'en 2011. Il a entretemps changé de nom quand le 14 février 2010, il est rebaptisé en Institución Deportiva Colegio Nacional de Iquitos SA. Après avoir terminé à la dernière place du championnat 2011, le club refuse de jouer en 2e division en 2012, et préfère revenir en ligue de district avant de disparaître de la circulation depuis 2014.
Cependant quatre autres clubs ont repris l'appellation CNI et jouent régulièrement en Copa Perú, il s'agit de : CNI FC (l'équipe filiale du CNI originel), CNI Vida Abundante, ID CNI et Estudiantil CNI.

## Résultats sportifs

### Palmarès
| Compétitions nationales           | Compétitions régionales |
| - Copa Perú : - Finaliste : 2008. | - Championnat de la région orientale (3) : - Vainqueur : 1989-II, 1991-I et 1991-II. - Ligue de la région de Loreto (14) : - Vainqueur : 1966, 1967, 1968, 1969, 1970, 1972, 1996, 1997, 1998, 2001, 2002, 2006, 2008 et 2014. |

### Bilan et records
- Saisons au sein du championnat du Pérou : 23 (1973-1992 / 2009-2011).

## Structures du club

### Estadio Max Augustín
L'Estadio Max Augustín est inauguré en 1942 avant d'être entièrement rénové à l'occasion de la Coupe du monde U17 de 2005 que le Pérou accueillait. Il a une capacité de 24 576 places.

## Joueurs et personnalités

### Grands noms
De grands gardiens de but de l'équipe du Pérou ont gardé les cages du CNI : Ottorino Sartor, Ramón Quiroga et Juan Cáceres. Le gardien international panaméen Óscar McFarlane peut également s'ajouter à cette liste. 
D'autres internationaux péruviens ont porté les couleurs du CNI. L'attaquant Henry Perales, grande figure du club, y a évolué dans les années 1970 (1973-1977, 1978-1979 puis 1982). On peut également citer Juan José Oré et le milieu de terrain Michael Guevara, qui ont joué pour le CNI en 1987 et 2009, respectivement.

### Entraîneurs
| - Pedro Valdivieso (es) (1967) - Juvenal Tello Lezama (1971) - David Rodríguez (1973) - Alberto Terry (1976) - Alejandro Heredia (1977-1978) - César Cubilla (es) (1978-1979) - Alejandro Heredia (1979-1980) - Víctor Benítez (1980) - Máximo Carrasco (1980) - Roberto Chale (1981) - Luis Zavala (1982) | - Máximo Carrasco (1983) - Víctor Zegarra (1984) - José Fernández Santini (1984-1985) - Alejandro Heredia (1985) - Miguel Company (1985) - Alejandro Heredia (1986) - Henry Perales (1986) - Luis Zacarías (1987-1988) - Pastor Paredes (1989) - Henry Perales (1992) - Julián Céspedes (1992) - Juan Manuel Toyco (1993) - Miguel Silva (1994) - Nehemías Mera (1995) - Rubén Diaz (1996) - Julián Céspedes (1997) | - Henry Perales (1998) - Raúl Cardama Sinti (1999-2000) - Julio Chong (2001) - Moisés Barack (2002-2004) - Ismael Quijandria (2004) - Raúl Cardama Sinti (2005-2006) - Jorge Machuca (es) (2008-2009) - Luis Cubilla (2009) - Marcial Salazar (2009) (intérim) - César Gonzales (2009-2010) - Marcial Salazar (2010-2011) - Jorge Giordano (en) (2011) - Emilio Montani (2012-2013) |